# Associazione Calcio Venezia 1957-1958
Questa pagina raccoglie le informazioni riguardanti l'Associazione Calcio Venezia nelle competizioni ufficiali della stagione 1957-1958.

## Rosa
| N. |                   | Ruolo | Calciatore          |
| -- | ----------------- | ----- | ------------------- |
|    | Italia (bandiera) | D     | Mario Ardizzon      |
|    | Italia (bandiera) | P     | Luigi Bertossi      |
|    | Italia (bandiera) | A     | Giorgio Bozzato     |
|    | Italia (bandiera) | A     | Amedeo Bressa       |
|    | Italia (bandiera) | A     | Giovanni Calegari   |
|    | Italia (bandiera) | A     | Francesco Canella   |
|    | Italia (bandiera) | D     | Sergio Carantini    |
|    | Italia (bandiera) | A     | Bruno Cicogna       |
|    | Italia (bandiera) | P     | Luciano Dalla Villa |
|    | Italia (bandiera) | A     | Daniele Danieli     |
|    | Italia (bandiera) | D     | Dino Fragni         |
|    | Italia (bandiera) | C     | Franco Frasi        |

| N. |                   | Ruolo | Calciatore        |
| -- | ----------------- | ----- | ----------------- |
|    | Italia (bandiera) | C     | Luigi Milan       |
|    | Italia (bandiera) | D     | Vito Sante Miolli |
|    | Italia (bandiera) | A     | Sergio Mion       |
|    | Italia (bandiera) | D     | Dino Modolo       |
|    | Italia (bandiera) | C     | Gianni Molinari   |
|    | Italia (bandiera) | A     | Novelli           |
|    | Italia (bandiera) | C     | Paolo Parisatti   |
|    | Italia (bandiera) | C     | Gino Pavan        |
|    | Italia (bandiera) | D     | Franco Rampazzo   |
|    | Italia (bandiera) | A     | Gianni Rossi      |
|    | Italia (bandiera) | D     | Battista Tresoldi |

## Risultati

### Campionato

#### Girone di andata
| 15 settembre 1957 1ª giornata | Venezia | 0 – 1 | Zenit Modena |  |

| 22 settembre 1957 2ª giornata | Bari | 0 – 2 | Venezia |  |

| 29 settembre 1957 3ª giornata | Taranto | 0 – 0 | Venezia |  |

| 6 ottobre 1957 4ª giornata | Venezia | 1 – 0 | Catania |  |

| 13 ottobre 1957 5ª giornata | Venezia | 3 – 2 | Messina |  |

| 20 ottobre 1957 6ª giornata | Simmenthal-Monza | 2 – 0 | Venezia |  |

| 27 ottobre 1957 7ª giornata | Venezia | 1 – 0 | Parma |  |

| 8 ottobre 1978 8ª giornata | Marzotto Valdagno | 3 – 4 | Venezia |  |

| 10 novembre 1957 9ª giornata | Venezia | 1 – 2 | Brescia |  |

| 17 novembre 1957 10ª giornata | Cagliari | 0 – 1 | Venezia |  |

| 24 novembre 1957 11ª giornata | Venezia | 0 – 0 | Como |  |

| 8 dicembre 1957 12ª giornata | Novara | 0 – 1 | Venezia |  |

| 15 dicembre 1957 13ª giornata | Venezia | 2 – 2 | Triestina |  |

| 29 dicembre 1957 14ª giornata | Palermo | 0 – 0 | Venezia |  |

| 5 gennaio 1958 15ª giornata | Prato | 0 – 0 | Venezia |  |

| 12 gennaio 1958 16ª giornata | Venezia | 2 – 0 | Lecco |  |

| 21 dicembre 1986 17ª giornata | Sambenedettese | 0 – 1 | Venezia |  |

#### Girone di ritorno
| 26 gennaio 1958 18ª giornata | Zenit Modena | 2 – 0 | Venezia |  |

| 2 febbraio 1958 19ª giornata | Venezia | 0 – 1 | Bari |  |

| 9 febbraio 1958 20ª giornata | Venezia | 2 – 0 | Taranto |  |

| 16 febbraio 1958 21ª giornata | Catania | 1 – 1 | Venezia |  |

| 23 febbraio 1958 22ª giornata | Messina | 2 – 0 | Venezia |  |

| 2 marzo 1958 23ª giornata | Venezia | 1 – 0 | Simmenthal-Monza |  |

| 9 marzo 1958 24ª giornata | Parma | 1 – 0 | Venezia |  |

| 16 marzo 1958 25ª giornata | Venezia | 1 – 1 | Marzotto Valdagno |  |

| 30 marzo 1958 26ª giornata | Brescia | 1 – 1 | Venezia |  |

| 6 aprile 1958 27ª giornata | Venezia | 3 – 1 | Cagliari |  |

| 13 aprile 1958 28ª giornata | Como | 0 – 2 | Venezia |  |

| 20 aprile 1958 29ª giornata | Venezia | 3 – 1 | Novara |  |

| 27 aprile 1958 30ª giornata | Triestina | 3 – 1 | Venezia |  |

| 4 maggio 1958 31ª giornata | Venezia | 1 – 2 | Palermo |  |

| 11 maggio 1958 32ª giornata | Venezia | 4 – 0 | Prato |  |

| 18 maggio 1958 33ª giornata | Lecco | 0 – 0 | Venezia |  |

| 25 maggio 1958 34ª giornata | Venezia | 3 – 2 | Sambenedettese |  |

## Statistiche

### Statistiche di squadra
| Competizione | Punti | In casa | In casa | In casa | In casa | In casa | In casa | In trasferta | In trasferta | In trasferta | In trasferta | In trasferta | In trasferta | Totale | Totale | Totale | Totale | Totale | Totale | DR  |
| Competizione | Punti | G       | V       | N       | P       | Gf      | Gs      | G            | V            | N            | P            | Gf           | Gs           | G      | V      | N      | P      | Gf     | Gs     | DR  |
| ------------ | ----- | ------- | ------- | ------- | ------- | ------- | ------- | ------------ | ------------ | ------------ | ------------ | ------------ | ------------ | ------ | ------ | ------ | ------ | ------ | ------ | --- |
| Serie B      | 41    | 17      | 10      | 3       | 4       | 28      | 15      | 17           | 6            | 6            | 5            | 14           | 15           | 34     | 16     | 9      | 9      | 42     | 30     | +12 |
| Coppa Italia | 4     | 3       | 1       | 0       | 2       | 7       | 7       | 3            | 0            | 2            | 1            | 2            | 3            | 6      | 1      | 2      | 3      | 9      | 10     | -1  |
| Totale       |       | 20      | 11      | 3       | 6       | 35      | 22      | 20           | 6            | 8            | 6            | 16           | 18           | 40     | 17     | 11     | 12     | 51     | 40     | +11 |

### Statistiche dei giocatori
| Giocatore      | Serie B  | Serie B | Coppa Italia | Coppa Italia | Totale   | Totale |
| Giocatore      | Presenze | Reti    | Presenze     | Reti         | Presenze | Reti   |
| -------------- | -------- | ------- | ------------ | ------------ | -------- | ------ |
| M. Ardizzon    | 1        | 0       | ?            | ?            | 1+       | 0+     |
| L. Bertossi    | 33       | -28     | ?            | ?            | 33+      | -28+   |
| G. Bozzato     | 8        | 0       | ?            | ?            | 8+       | 0+     |
| A. Bressa      | 7        | 2       | ?            | ?            | 7+       | 2+     |
| G. Calegari    | 26       | 9       | ?            | ?            | 26+      | 9+     |
| F. Canella     | 21       | 8       | ?            | ?            | 21+      | 8+     |
| S. Carantini   | 2        | 0       | ?            | ?            | 2+       | 0+     |
| B. Cicogna     | 32       | 4       | ?            | ?            | 32+      | 4+     |
| L. Dalla Villa | 1        | -2      | ?            | ?            | 1+       | -2+    |
| D. Danieli     | 8        | 2       | ?            | ?            | 8+       | 2+     |
| D. Fragni      | 34       | 0       | ?            | ?            | 34+      | 0+     |
| F. Frasi       | 23       | 2       | ?            | ?            | 23+      | 2+     |
| L. Milan       | 29       | 4       | ?            | ?            | 29+      | 4+     |
| V. Miolli      | 1        | 0       | ?            | ?            | 1+       | 0+     |
| S. Mion        | 32       | 1       | ?            | ?            | 32+      | 1+     |
| D. Modolo      | 2        | 0       | ?            | ?            | 2+       | 0+     |
| G. Molinari    | 33       | 3       | ?            | ?            | 33+      | 3+     |
| Novelli        | 1        | 0       | ?            | ?            | 1+       | 0+     |
| P. Parisatti   | 6        | 0       | ?            | ?            | 6+       | 0+     |
| G. Pavan       | 1        | 0       | ?            | ?            | 1+       | 0+     |
| F. Rampazzo    | 32       | 0       | ?            | ?            | 32+      | 0+     |
| G. Rossi       | 10       | 6       | ?            | ?            | 10+      | 6+     |
| B. Tresoldi    | 31       | 0       | ?            | ?            | 31+      | 0+     |